# Баллантайн, Фредерик
Сэр Фредерик Натаниэль Баллантайн (англ. Frederick Nathaniel Ballantyne; 5 июля 1936 — 23 января 2020) — генерал-губернатор Сент-Винсента и Гренадин с 2 сентября 2002 по 31 июля 2019 года, назначен после кончины своего предшественника Чарльза Антробуса, после которого обязанности генерал-губернатора исполняла Моника Дейкон.

## Биография
Родился в семье владельца отеля, был единственным ребёнком. Первым в семье получил высшее образование. Изучал химию в Говардском университете, затем медицину в Медицинском университете Государственный университет штата Нью-Йорк в Сиракузах. Был единственным чёрным студентом курса. Ежегодно входил в студенческое самоуправление, а в выпускной год был избран президентом. Интернатуру прошёл в Montreal General Hospital, зачем ординатуру по внутренним болезням в Рочестере, после чего окончил специальный курс по кардиологии.
После возвращение на Сент-Винсент в 1971 году, Баллантайн оказался самым высокообразованным врачом острова. Как следствие, он получил назнчение на должность главного врача в только что открытый Kingstown General Hospital (в настоящее время Milton Cato Memorial Hospital). Под руководством Баллантайна была проведена реформа больниц и клиник при особом внимании вопросам иммунизации, внедрена программа, по которой иностранные врачи работали на Сент-Винсенте в обмен на бесплатное пользование его курортами.
С 1985 по 1992 год Баллантайн возглавлял медицину государства. После выхода в отставку он продолжал работать в медицине в качестве консультанта. Помимо медицинской карьеры занимался бизнесом. Перед назначением генерал-губернатором занимал пост президента офшорного банка Millennium Bank и пос президента фармацевтической компании Dimethaid International Inc., зарегистрированной на Барбадосе. Одновременно основал финансовую компанию Business Services Limited (IBS), впоследствии переданную сыну Маркусу. Также Баллантайн был соучредителем курорта Young Island Resort, расположенного на небольшом острове у южного побережья Сент-Винсента.

### Генерал-губернатор
В 2002 году премьер-министр Сент-Винсента предложил кандидатуру Баллантайна на должность генерал-губернатора. Баллантайн принес клятву 2 сентября 2002 года, сменив Монику Дейкон, исполняювшую обязанности генерал-губернатора после смерти Чарльза Атробуса в июне 2002 года. В связи с вступлением в должность Баллантайн был произведён в рыцари Большого Креста Ордена Святых Михаила и Георгия. В июне 2009 года Университет Вест-Индии присвоил Баллантайну степень почётного доктора наук.